# 阿什顿·贝尔
阿什顿·贝尔（英語：Ashton Bell，1999年12月7日—），加拿大女子冰球运动员，场上位置是后卫。她曾代表加拿大国家队参加2022年冬季奥林匹克运动会冰球比赛，获得一枚金牌。